# Fenilketonuria

A fenilketonuria autoszomális recesszív öröklődést mutat.

A fenilketonuria egy recesszíven öröklődő genetikai anyagcserezavar. Amennyiben egy gyermek mindkét szülője rendelkezik a fenilalanin-hidroxiláz enzim előállításáért felelős gén hibás alléljával, és a gyermek mindkét szülőtől ezt a hibás gént örökli, akkor az utódnál fenn fog állni az említett enzim hiánya. Ez az enzim felel a létfontosságú fenilalanin aminosav lebontásáért a szervezetben. A lebontás elmaradása visszafordíthatatlan idegrendszeri károsodásokhoz vezet.
Becslések szerint Magyarországon minden 50. ember hordozója a hibás génnek, ami azt jelenti, hogy minden 2500. párnak van esélye beteg gyermeket nemzeni. Mivel a PKU-s homozigóta 25%-os eséllyel jön létre, minden 10 000 születésre jut egy PKU-s csecsemő. Ennek megfelelően hazánkban kb. 10 PKU-s gyerek születik évente. (A hibás gén elterjedése területenként változhat, ennek megfelelően Írországban kétszer olyan gyakori, Finnországban tízszer olyan ritka a betegség, mint Magyarországon.)

## Szűrése
A betegség csecsemőkorban egy egyszerű vérvétel segítségével szűrhető, amit Magyarországon 1975 óta minden szülést követően kötelezően el is végeznek. A szűrés két központban történik: Szegeden és Budapesten.
A magyarországi PKU-szűrés elméletét és gyakorlatát Szabó Lajos alapozta meg. Az ő emlékét ápolja az Alapítvány a Fenilketonuriás Gyermekekért kezdeményezésére létrejött Szabó Lajos Ösztöndíj, amely a PKU-diétát szigorúan tartó, és ezáltal jó tanulmányi eredményeket elért közép- és felsőfokú tanulmányaikat folytató diákok nyerhetnek el.

## Diétája
A PKU egy életen át tartó szigorú, fehérjeszegény diétával kezelhető.
A diéta egy szigorúan vegán diéta; csak növényi eredetű anyagok használhatók. Emellett a nagy fehérjetartalmú hüvelyesek, szója és a gabonafélék is ki vannak zárva. Speciális fehérjeszegény liszt, tészta, tojáspótlópor, virsli, kolbász is készül számukra. Mivel az aszpartám fenil-alanint tartalmaz, ezért a vele édesített élelmiszerek, gyógyszerek sem fogyaszthatók. Az esszenciális aminosavak pótlására egy speciális tápszerrel kell kiegészíteni a diétát.
A diétát felnőttkorban is folytatni kell. Elmaradása után figyelemzavarra, a reakcióidő megnövekedésére, az EEG megváltozására, és az agy mágneses rezonanciával kimutatható megnagyobbodására lehet számítani. Emellett a diéta felhagyása után tíz évvel görcsök, remegés, és járászavarok léphetnek fel.
A gyereket váró nőknek fokozottan ügyelniük kell a diétára, hogy ne veszélyeztessék a babát. Még az egészséges magzatok is károsodhatnak, mivel az aminosavak áthatolnak a méhlepényen. Fennáll a fejlődési rendellenességek, például a mikrokefália, és a szívfejlődési hibák veszélye. A továbbiakban lelassul a növekedés és a fejlődés. Az anya fenilketonuriája nem akadálya az egészséges gyerekek szoptatásának.